# اعدام صادق حامد الشوهدی
اعدام صادق حامد الشوهدی (۱۹۵۴ – ۱۹۸۴) یک دانشجوی لیبیایی و مهندس هوانوردی بود که در پی یک محاکمه نمایشی در استادیوم بسکتبال در بنغازی، لیبی اعدام شد. این محاکمه به صورت زنده از تلویزیون دولتی لیبی پخش شد. الشوهدی سه ماه قبل از آمریکا که در آنجا تحصیل می‌کرد، بازگشته بود و شروع به اعتراض به رژیم قذافی کرده بود.
او زمانی که به عنوان مهندس در یک فرودگاه کار می‌کرد به افرادی که علیه قذافی مبارزه می‌کردند پیوست. پلیس لیبی بعداً او را در خانه اش دستگیر کرد و او چند ماه بعد اعدام شد. خانواده الشوهدی هرگز جسد او را دریافت نکردند. عزادارانی که بعداً به خانهٔ آنها می‌رفتند تهدید می‌شدند. پس از مرگ او، اعضای خانواده او نیز برای یافتن شغل یا تحصیل در دانشگاه با مشکل مواجه شدند.

## دادگاه
محاکمه و اعدام او توسط هزاران جوان، به ویژه دانش آموزان دبیرستانی و دانشگاهی، که به‌طور خاص برای این مناسبت با اتوبوس به آنجا رفته بودند، دیده شد. الشوهدی در مرکز این استادیوم تنها بود و دستانش را از پشت بسته بودند او در حالی که به جرم خود در پیوستن به «سگ‌های ولگرد» (اصطلاحات رژیم برای مخالفان) اعتراف کرد، الشوهدی قبل از محکومیت به اعدام، گریه کرد.
او متهم به توطئه برای ترور قذافی بود. دادگاه او را "تروریستی از اخوان المسلمین، که عامل آمریکا است توصیف کرد. دو مرد جوان به سمت داوران دویدند و از آنها طلب بخشش کردند ولی چوبه‌دار در وسط زمین بسکتبال ساخته شد.

## مراسم اعدام
در حالی که الشوهدی روی چوبه دار جان می‌داد و می‌پیچید، هدی بن عامر، که در آن زمان جوان وفادار به قذافی بود، جلو رفت و پاهای او را گرفت و به سختی بدنش را کشید تا تلاش وی برای زنده ماندن متوقف شد. اقدام او مورد توجه قذافی قرار گرفت و منصبی دولتی به او دادند و به سرعت در کارش ارتقا یافت. او بعداً دو بار شهردار بنغازی شد و یکی از ثروتمندترین و قدرتمندترین زنان لیبی بود. مداخله او در زمان اعدام الشوهدی باعث شد که به او لقب «هدی جلاد» دهند. هدی بن عمر در جریان جنگ داخلی لیبی در سپتامبر ۲۰۱۱، توسط نیروهای شورای ملی انتقالی در طرابلس دستگیر شد.

## پخش زنده
این اعدام به صورت زنده از تلویزیون دولتی پخش شد. فیلم محاکمه و اعدام او در سال ۲۰۱۱ در جریان جنگ داخلی لیبی توسط پیتر بوکارت، محقق دیده‌بان حقوق بشر، دوباره پیدا شد. بوکارت توسط عکاس بریتانیایی تیم هترینگتون همراهی می‌شد. این آخرین پروژه ای بود که هترینگون قبل از مرگش روی آن کار می‌کرد. این محاکمه توسط بسیاری از لیبیایی‌ها به‌طور زنده از تلویزیون مشاهده شد، اما از سال ۱۹۸۴ به‌طور کامل دیده نشده بود. فیلم محاکمه توسط برادر شوهدی، ابراهیم، به بروکارت داد.